# 금성 전투
금성 전투는 한국 전쟁 말기인 1953년 7월 휴전이 임박해지고 있을 때, 금성 지역 북방에 위치한 금성지구에서 대한민 국군과 중공군이 치른 전투이다. 7·13 공세라고도 한다.

## 배경
지지부진하던 정전 협상이 1953년 6월에 이르러 유엔군과 조선인민군, 중국인민지원군은 가장 큰 걸림돌이었던 포로문제에 대한 합의를 보았으며, 군사 분계선은 전선의 실제 접촉선에 근거하여 6월 16일 판문점에서 새로 그었다.
당시 베이징에서 사무를 주관하던 중국인민지원군 사령관 펑더화이는 휴전협정에 서명하기 위해 평양으로 출발하였으나 6월 18일 대한민국 대통령 이승만의 단독 결정으로 반공포로 석방이 일어나게 되며 이로 인해 조인 직전에 있던 휴전회담은 중단되고 한반도는 다시 긴장 상태로 치달았다.
6월 20일 평양에 도착한 펑더화이는 이승만의 행동에 대한 대응으로 휴전 협정을 미루기로 하고 대한민국군을 1만 5천 명 정도 더 소멸하기로 판단, 군사 타격을 그 이전까지 양상과는 다르게 대한민국군에만 집중하기로 한다. 이에 따라 중화인민공화국군 4개 군 산하 12개 사단의 병력을 동원하여 대한민국군 5개 사단이 방어하고 있던 금성 지역의 돌출부에 대한 공세를 감행했다.

## 전투 과정
대한민국군 5개 사단은 7월 13일에 대대적인 중화인민공화국군의 공격을 받고 금성 돌출부의 양견부가 돌파되었으며, 뒤이어 후방의 지휘소(수도사단)가 중화인민공화국군의 기습을 받는 등 대혼란이 야기된다. 중화인인공화국군의 호이같은 공세로 미8군 사령관 테일러 대장은 대한민국군의 방어선을 금성천 남단으로 재조정하여 대한민국군은 금성천 남쪽의 백암산과 주파령, 적근산 부근으로 후퇴하게 되었다.
7월 15일 국군 제2군단은 6사단과 3사단을 예비부대로 전환 배치하고 5사단은 백암산 남쪽 고지군의 방어선을 구축, 강화시켜 아군의 후방인 화천저수지까지 노리며 진격해오는 중화인민공화국군을 저지한다.
폭우로 중화인민공화국군이 재정비하는 사이 대한민국군 제2군단(당시 5사단, 8사단, 11사단으로 구성)은 반격작전을 전개하여 미 제8군의 공격목표인 아이슬랜드선(간진현-금성천-462고지)으로 진출하였으나, 금성 돌출부인 금성천 북안의 원진지는 회복하지 못한 채 이 선에 머물게 되었다.

## 전투 결과
한국군은 1701 명의 사망자와 7548명의 부상자가 발생하였고 이외에도 2천명 가량이 사로잡히거나 실종되었다. 실종자의 대부분은 전쟁포로가 되었으나 포로교환원칙 합의 이후에 국제법을 어겨가며 반공포로 석방해서 국군에 입대시킨 보복으로 발생한 전투이기 때문에 별개로 취급되어 대다수가 논외로 취급되어 돌아오지 못하게 되었다. 중화인민공화국측에서는 사상자와 부상자를 포함하여 대한민국군 5만 2783명을 섬멸했고 2836명을 포로로 잡았다고 집계하였고 유엔측에서는 중화인민공화국군이 27,216명이 전사하고 38,700명이 부상당했으며, 186명이 포로가 되었고 1,428점의 무기를 노획했다고 집계했다. 국군은 공세 초반 부사단장 임익순 대령이 사로잡히고, 지원을 나온 기갑연대장 육근수 대령이 전사하는 등의 손실을 입었고 아이슬랜드 선 전방의 전 전방의 전초선만을 확보한 상태에서 휴전을 맞게 되었다.
중화인민공화국군은 금성천 북안의 주요고지를 점령하게 되었지만 군보다 2~3배가 우세한 병력임에도 불구하고 인명피해가 대한민국군에 비해 3~4배 발생하였다.
중화인민공화국의 입장에서는 소기의 목표인 화천 지역까지 진출에는 실패하였다.
하지만 결과적으로 보면 정전 협정의 조인만 남겨둔 상태에서 반공포로 석방은 정전 협정을 연기시켰으며 이로 인해 전체적으로 금성 전역 약 40km 정면에서 평균 4km를 남하하여 잃어버린 영토만 170km2에다 수천명의 귀환하지 못한 대한민국군 포로를 낳게 되었다. 1953년 6월 8일 쌍방이 포로 개개인의 자유의사를 확인하여 행선지를 결정하는 송환협정에 합의해놓은 상태에서 우리측의 만용으로 아군 희생자들이 수없이 많아진 셈이다. 중국어판 위키에서도 이승만 정부가 중국/북한 출신 포로 3만여명을 강제억류하고 휴전에 비협조적인 태도때문에 대응으로 이 전투가 발생했으며 이후 조속히 정전협정이 체결되었다고 기술하고 있다.

## 같이 보기
- 금성 진격전